# The House of the Rising Sun
The House of the Rising Sun – jedna z najsłynniejszych folkowych ballad amerykańskich, wykonywana w kręgach folkowo-bluesowych. Znana także jako „House of the Risin’ Sun”, „The Rising Sun Blues”, „House in New Orleans”, „In New Orleans”.

## Pochodzenie utworu
Chociaż jest to jedna z najpopularniejszych ballad folkowych, jej pochodzenie nie jest jasne.
Według Johna Lomaxa pieśń była znana wielu muzykom jazzowym w Nowym Orleanie jeszcze przed I wojną światową, a sama nazwa „Rising Sun” w formie określenia burdelu, pojawiła się w licznych piosenkach angielskich, nieraz nienadających się do jawnego rozpowszechniania.
„The Rising Sun” jako nazwa „domu uciech” pojawia się np. w dwóch brytyjskich, tradycyjnych piosenkach. Jedna z nich dzieli melodię z 81 balladą ze zbioru Childe’a „Little Musgrave and Lady Barnard” i kilkoma innymi, tradycyjnymi brytyjskimi balladami. Ballada ta, w formie śpiewanej w Kentucky i spopularyzowanej potem przez Josha White’a, opowiada o życiu, do którego zmuszone były przez biedę dziewczęta, które przybywały do Nowego Orleanu jeszcze przed wojną secesyjną, kiedy miasto to było prawdziwą stolicą Południa.
„Little Musgrave and Lady Barnard”, znana także jako „Little Matty Groves”, została już zanotowana w „Stationers Registers” przez Francisa Coulesa ok. 1630, a odniesienia do niej znaleźć można w sztuce „The Knight of the Burning Pestle” Beaumonta i Fletchera, a także w innych sztukach z lat 30. XVII wieku. Childe zanotował 15 różnych wersji tekstu. Bertrand Harris Bronson odnalazł 75 wersji, głównie północnoamerykańskich. Różniły się one także melodią w zależności od regionu, z którego pochodziły. Np. wersje z Nowej Anglii były najbliższe wersjom szkockim, używały głównie tonacji durowej i wykazywały podobieństwo do piosenki „Drumdelgie”.
Wśród innych piosenek o podobnym tytule, jednak niebędących jej wersją, wymienia się „The Risin’ Sun”, którą nagrał Texas Alexander w 1928 roku.

## Tematyka
Tematem ballady jest żal kobiety, która zmarnowała sobie życie w domu uciech w Nowym Orleanie. Nie jest powiedziane wprost, że trudniła się prostytucją, bez wątpienia jednak żyła wśród alkoholików i hazardzistów. Jednak pomimo złych przeżyć zamierza powrócić do miejsca zwanego Rising Sun (Domu Wschodzącego Słońca), aby spędzić tam resztę życia.
W niektórych wersjach (na przykład wykonywanych przez The Animals i Vangelisa (Demisa Roussosa)) ballada jest śpiewana z pozycji mężczyzny, którego pochłonął grzech i występek w domu uciech. Postać chłopaka dziewczyny, który był hazardzistą i pijakiem, zostaje zastąpiona postacią ojca.
W obu wersjach ballada ma być przestrogą dla innych, by uniknęli takiego losu. Pokazuje również tragizm faktu, że złe miejsca przyciągają jak magnes na drodze do samozniszczenia.

## Wczesne nagrania
- 1933 – wersja Clarence’a „Toma” Ashleya i Gwen Foster z Great Smoky Mountain.
- 1934 – wersja Callahan Brothers.
- 1937 – „The Risin’ Sun Blues”, wersja 16-letniej córki górnika z Middlesborough, Kentucky – Georgii Turner oraz niedługo po tym – Berta Martina; obie nagrane przez Johna Lomaxa.
- 1938 – 3 listopada balladę nagrał Roy Acuff; nauczył się jej najpewniej od Clarence’a „Toma” Ashleya.
- 1941 – nagrał ją Woody Guthrie.
- 1944 – 10 listopada nagrał ją Josh White.
- 1948 – Huddie Ledbetter znany jako Leadbelly, nagrał „House of the Rising Sun”; był to klasyczny blues w tonacji durowej.
- 1957 – Glenn Yarbrough.

## Wersje Boba Dylana
- 20 listopada 1961 – sesje do pierwszego albumu w Columbia Studio A. Powstały trzy wersje utworu; druga została umieszczona na albumie przez producenta Johna Hammonda.
- 23 listopada 1961 – nagrania dokonane w domu Evy i Maca McKenziech w Nowym Jorku, tzw. „First McKenzie’s Tape”.
- Kwiecień 1963 – kolejne nagrania w domu McKenziech, tzw. „Second McKenzie’s Tape”.
- 8 grudnia 1964 – wersja elektryczna; nagranie zostało dokonane na pierwszej sesji do albumu Bringing It All Back Home w 30th Street Studio w Nowym Jorku i ostatecznie wydane na CD-ROM „Highway 61 Interactive”.
- 1973 – wersja podczas sesji do New Morning.
- 1975 – „The Rolling Thunder Revue” – Dylan i inni wykonali ją w hotelu w Quebec „The House of the Rising Sun”; scena została utrwalona w filmie Renaldo & Clara.
- 1986/7 – Dylan wykonywał elektryczną wersję utworu podczas tournée z Tom Petty and the Heartbreakers.

## Dyskografia
- Highway 61 Interactive (CD-ROM) 1994

## The Animals
Brytyjska grupa The Animals, nagrywając swoją wersję ballady, bez wątpienia posłużyła się wersją Dave’a Vana Ronka, nagraną przez Boba Dylana. Wspiera tę hipotezę kilka rzeczy: ogólne podobieństwo, obie ballady są utrzymane w tonacji molowej; poza tym The Animals wykorzystali jeszcze drugi utwór, który znaleźli także na pierwszym albumie Dylana „Baby, Let Me Follow You Down”, który w ich wersji nosił tytuł „Baby Let Me Take You Home”. Oba te utwory „były” Vana Ronka.
Animalsi nagrali swoją wersję 18 maja 1964 za pierwszym podejściem. Singel z utworem został wydany w Wielkiej Brytanii przez brytyjską Columbię (DB 7301), a w USA przez MGM (MGM 13264). Był to najdłuższy singel, jaki do tej pory wydano. Oryginalna brytyjska wersja trwała 4 minuty i 29 sekund, natomiast amerykańska 2 minuty i 58 sekund.
Amerykanie zdecydowali się potem wydać na MGM Golden Circle pełną, niezmontowaną wersję, jednak informacja na naklejce głosiła, że utwór trwa 2 minuty i 58 sekund.
Brytyjczycy nigdy nie wydali piosenki na regularnym albumie, natomiast Amerykanie opublikowali skróconą wersję na debiutanckim albumie The Animals w 1964 oraz oryginalną wersję na The Best of the Animals w 1966.
W 2004 utwór został sklasyfikowany na 122. miejscu listy 500 utworów wszech czasów magazynu Rolling Stone.

## Inne nagrania
- 1960 – Joan Baez na albumie Joan Baez.
- 1961 – nagrała swoją wersję Nina Simone.
- Na przełomie lat 50. i 60. XX wieku nową wersję ballady opracował Dave Van Ronk. Tą wersją posłużył się Bob Dylan i opublikował na swoim pierwszym albumie Bob Dylan, jako House of the Risin’ Sun w 1962. Uczynił to mimo próśb Vana Ronka, aby tego nie robił.
- 1964 – Dave Van Ronk na albumie Just Dave Van Ronk.
- 1964 –  Lasse Mårtenson w języku fińskim (Nousevan auringon talo)
- 1965 – Marianne Faithfull na albumie Come My Way.
- 1966 – Jerzy Połomski na albumie Jerzy Połomski śpiewa
- 1970 – Ramblin’ Jack Elliott na albumie The Essential Ramblin’ Jack Elliott oraz Frijid Pink na singlu House of the Rising Sun.
- 1978 – Santa Esmeralda na albumie The House Of The Rising Sun.
- 1982 – Demis Roussos z Vangelisem na albumie Attitudes.
- 1986 – Kult na swoim pierwszym albumie Kult (wersja koncertowa) [Wersja Kultu ma ten sam riff i tytuł. Autor polskich słów jest nieznany.].
- 1987 – The Weavers na albumie Wasn’t That a Time (wcześniejsze nagrania).
- 1988 – Tangerine Dream na singlu House of the Rising Sun (live) oraz kompilacji Antique Dreams CD 2000.
- 1990 – Exotic na albumie Vadnyugat jako „A felkelő nap háza”. Autorami węgierskich słów są István Tabár i Gábor Vilmányi[3].
- 1995 – Peter, Paul & Mary na albumie Lifelines.
- 1996 – Pete Seeger na albumie Sing Out.
- 1996 – Bon Jovi na singlu (wer. UK) Hey God/House of the Rising Sun (live)/Livin’ on a Prayer.
- 1999 – Doc Watson na albumie Third Generation Blues.
- 2002 – Toto na albumie Through the Looking Glass.
- 2005 – Muse na albumie War Child Music: A Beginner’s Guide to War Child Music.
- 2008 – Walls of Jericho na EP-ce The Redemption.
- 2010 – Siobhan Magnus na „American Idol”.
- 2011  – The White Buffalo (na potrzeby serialu Sons of Anarchy)
- 2013 – Five Finger Death Punch na albumie „The Wrong Side of Heaven and the Righteous Side of Hell Volume 2”.
- 2013 – Wilbert Eckart und Volksmusik Start – House of the Rising Sun (Soundtrack do gry Wolfenstein The New Order)
- 2014 – Heavy Young Heathens, singiel
- 2017 – alt-J na albumie Relaxer